# Sant'Ilario dello Ionio
Sant'Ilario dello Ionio é uma comuna italiana da região da Calábria, província de Reggio Calabria, com cerca de 1.388 habitantes. Estende-se por uma área de 13 km², tendo uma densidade populacional de 107 hab/km². Faz fronteira com Antonimina, Ardore, Ciminà, Portigliola.

## Demografia
| Variação demográfica do município entre 1861 e 2011                               |
|                                                                                   |
| Fonte: Istituto Nazionale di Statistica (ISTAT) - Elaboração gráfica da Wikipedia |